# Чемпіонат Європи з веслування на байдарках і каное 2021
Чемпіонат Європи з веслування на байдарках і каное 2021 пройшов 3—6 червня у Познані (Польща).

## Медальний залік
*   Країна-господарка ( Польща)
| Місце                | Країна               | Золото | Срібло | Бронза | Загалом |
| -------------------- | -------------------- | ------ | ------ | ------ | ------- |
| 1                    | Угорщина             | 9      | 7      | 2      | 18      |
| 2                    | Німеччина            | 4      | 3      | 3      | 10      |
| 3                    | Білорусь             | 3      | 3      | 2      | 8       |
| 4                    | Росія                | 2      | 2      | 5      | 9       |
| 5                    | Україна              | 2      | 2      | 4      | 8       |
| 6                    | Іспанія              | 2      | 1      | 0      | 3       |
| 7                    | Данія                | 2      | 0      | 1      | 3       |
| 7                    | Чехія                | 2      | 0      | 1      | 3       |
| 9                    | Польща*              | 1      | 3      | 2      | 6       |
| 10                   | Італія               | 1      | 0      | 1      | 2       |
| 11                   | Словенія             | 1      | 0      | 0      | 1       |
| 12                   | Португалія           | 0      | 2      | 1      | 3       |
| 12                   | Словаччина           | 0      | 2      | 1      | 3       |
| 14                   | Литва                | 0      | 1      | 3      | 4       |
| 15                   | Велика Британія      | 0      | 1      | 0      | 1       |
| 15                   | Молдова              | 0      | 1      | 0      | 1       |
| 15                   | Хорватія             | 0      | 1      | 0      | 1       |
| 18                   | Бельгія              | 0      | 0      | 1      | 1       |
| 18                   | Румунія              | 0      | 0      | 1      | 1       |
| 18                   | Швеція               | 0      | 0      | 1      | 1       |
| Загалом (20 збірних) | Загалом (20 збірних) | 29     | 29     | 29     | 87      |

## Результати

### Чоловіки
Неолімпійські дистанції

#### Каное
| Event      | Золото                                    | Золото    | Срібло                                     | Срібло    | Бронза                                  | Бронза    |
| ---------- | ----------------------------------------- | --------- | ------------------------------------------ | --------- | --------------------------------------- | --------- |
| К–1 200 м  | Хоан Морено Іспанія                       | 40.770    | Артем Козирь Білорусь                      | 40.798    | Херікас Жустаутас Литва                 | 40.960    |
| К–1 500 м  | Мартін Фукса Чехія                        | 1:49.259  | Сергій Тарновський Молдова                 | 1:50.312  | Конрад-Робін Шейбнер Німеччина          | 1:50.399  |
| К–1 1000 м | Мартін Фукса Чехія                        | 4:06.417  | Конрад-Робін Шейбнер Німеччина             | 4:07.842  | Кирило Шамшунін Росія                   | 4:08.367  |
| К–1 5000 м | Себастьян Брендель Німеччина              | 23:22.446 | Ніколас Фодор Угорщина                     | 23:28.575 | Карло Тачіні Італія                     | 23:44.889 |
| К–2 200 м  | Іспанія Альберто Педреро Пабло Гранья     | 36.900    | Польща Арсен Сливінський Міхал Лубневський | 37.006    | Литва Херікас Жустаутас Вадим Коробов   | 37.300    |
| К–2 500 м  | Росія Віктор Мелантьєв Владислав Чеботарь | 1:44.915  | Німеччина Себастьян Брендель Тім Гекер     | 1:44.989  | Україна Віталій Вергелес Андрій Рибачок | 1:45.215  |
| К–2 1000 м | Німеччина Себастьян Брендель Тім Гекер    | 3:42.555  | Росія Кирило Шамшунін Ілля Первухін        | 3:44.811  | Румунія Каталін Чиріла Віктор Михалачі  | 3:45.255  |

#### Байдарка
| Event      | Золото                                                              | Золото    | Срібло                                                     | Срібло    | Бронза                                                            | Бронза    |
| ---------- | ------------------------------------------------------------------- | --------- | ---------------------------------------------------------- | --------- | ----------------------------------------------------------------- | --------- |
| Б–1 200 м  | Шандор Тотка Угорщина                                               | 35.385    | Ліам Гіт Велика Британія                                   | 35.407    | Петтер Меннінг Швеція                                             | 35.537    |
| Б–1 500 м  | Балінт Копас Угорщина                                               | 1:40.831  | Жао Рібейро Португалія                                     | 1:42.138  | Якуб Жавржел Чехія                                                | 1:42.391  |
| Б–1 1000 м | Балінт Копас Угорщина                                               | 3:41.232  | Фернандо Пімента Португалія                                | 3:42.667  | Артур Петерс Бельгія                                              | 3:44.367  |
| Б–1 5000 м | Балінт Ное Угорщина                                                 | 20:44.405 | Олег Юреня Білорусь                                        | 20:44.937 | Фернандо Пімента Португалія                                       | 20:45.277 |
| Б–2 200 м  | Італія Манфреді Ріцца Андреа ді Ліберто                             | 33.095    | Литва Артурас Сея Ігнас Навакаускас                        | 33.355    | Росія Юрій Постригай Олександр Дяченко                            | 33.653    |
| Б–2 500 м  | Білорусь Владислав Літвінов Дмитро Натинчик                         | 1:30.334  | Україна Дмитро Даниленко Олег Кухарик                      | 1:31.101  | Німеччина Макс Гофф Якоб Шопф                                     | 1:31.215  |
| Б–2 1000 м | Німеччина Макс Гофф Якоб Шопф                                       | 3:19.973  | Словаччина Самуель Балаж Адам Ботек                        | 3:21.747  | Литва Річардас Некріошіус Андреюс Олійнікас                       | 3:22.343  |
| Б–4 500 м  | Німеччина Макс Рендшмідт Том Лібшер Рональд Рауе Макс Лемке         | 1:23.960  | Словаччина Самуель Балаж Чаба Залка Деніс Мишак Адам Ботек | 1:25.395  | Росія Олег Гусєв Олександр Сергєєв Максим Спесивцев Віталій Єршов | 1:25.425  |
| Б–4 1000 м | Білорусь Павло Медведєв Кирило Нікітін Ілля Федоренко Віталій Бялко | 3:02.023  | Угорщина Балінт Ное Петер Гал Тамаш Куліфай Бенце Домбраві | 3:02.696  | Росія Олег Гусєв Максим Спесивцев Олег Сінявин Віталій Єршов      | 3:03.850  |

### Жінки
Неолімпійські дистанції 

#### Каное
| Event      | Золото                                      | Золото    | Срібло                           | Срібло    | Бронза                                      | Бронза    |
| ---------- | ------------------------------------------- | --------- | -------------------------------- | --------- | ------------------------------------------- | --------- |
| К–1 200 м  | Дорота Боровська Польща                     | 46.888    | Людмила Лузан Україна            | 47.595    | Олеся Ромасенко Росія                       | 47.668    |
| К–1 500 м  | Людмила Лузан Україна                       | 2:07.235  | Віраг Балла Угорщина             | 2:13.332  | Олена Наздрова Білорусь                     | 2:13.345  |
| К–1 5000 м | Ольга Клімова Білорусь                      | 26:25.017 | Дора Гораньї Угорщина            | 26:42.626 | Людмила Бабак Україна                       | 27:02.534 |
| К–2 200 м  | Росія Ірина Андрєєва Олеся Ромасенко        | 43.824    | Угорщина Віраг Балла Кінче Такач | 45.001    | Україна Людмила Лузан Анастасія Четверікова | 45.204    |
| К–2 500 м  | Україна Людмила Лузан Анастасія Четверікова | 2:06.252  | Німеччина Ліза Ян Софі Кох       | 2:07.795  | Угорщина Віраг Балла Кінче Такач            | 2:09.295  |

#### Байдарка
| Event      | Золото                                                 | Золото   | Срібло                                                                   | Срібло   | Бронза                                                      | Бронза   |
| ---------- | ------------------------------------------------------ | -------- | ------------------------------------------------------------------------ | -------- | ----------------------------------------------------------- | -------- |
| Б–1 200 м  | Емма Єргенсен Данія                                    | 41.746   | Дора Луч Угорщина                                                        | 42.336   | Марта Вальчикевич Польща                                    | 42.526   |
| Б–1 500 м  | Емма Єргенсен Данія                                    | 1:53.402 | Данута Козак Угорщина                                                    | 1:53.962 | Марія Повх Україна                                          | 1:55.119 |
| Б–1 1000 м | Аліда Дора Ґажо Угорщина                               | 4:15.944 | Анамарія Говорчинович Хорватія                                           | 4:18.568 | Маріана Петрушова Словаччина                                | 4:19.895 |
| Б–1 5000 м | Дора Бодоньї Угорщина                                  | 22:57.48 | Олена Міронченко Росія                                                   | 22:58.58 | Сабріна Герінг Німеччина                                    | 22:59.45 |
| Б–2 200 м  | Словенія Шпела Пономаренко Яніч Аня Остерман           | 36.772   | Польща Домініка Путто Катаржина Колодзейчик                              | 37.157   | Угорщина Анна Луч Бланка Кісс                               | 37.190   |
| Б–2 500 м  | Угорщина Данута Козак Дора Бодоньї                     | 1:44.175 | Польща Кароліна Ная Анна Пулавська                                       | 1:45.420 | Білорусь Ольга Худенко Марина Литвинчук                     | 1:45.450 |
| Б–2 1000 м | Угорщина Тамара Чіпеш Еріка Медвецкі                   | 3:40.532 | Іспанія Лайя Пелачс Бегонья Лазкано                                      | 3:45.961 | Польща Мартина Клатт Сандра Островська                      | 3:49.285 |
| Б–4 500 м  | Угорщина Дора Луч Тамара Чіпеш Анна Карас Дора Бодоньї | 1:34.114 | Білорусь Маргарита Махньова Ольга Худенко Надія Лепешко Марина Литвинчук | 1:34.262 | Данія Емма Єргенсен Сара Мільтерс Джулі Функ Болетт Іверсен | 1:35.500 |